# Hurrikan Bret (1999)
Hurrikan Bret war der erste von fünf Kategorie-4-Hurrikanen der atlantischen Hurrikansaison 1999. Obwohl er als starker Kategorie-3-Hurrikan im US-Bundesstaat Texas das Festland erreichte, verursachte Bret verhältnismäßig geringe Schäden in Höhe von ca. 60 Millionen US-Dollar. Ursachen dieser relativ niedrigen Schadenssumme war Brets geringe Größe sowie der Umstand, dass er auf ein dünn besiedeltes Gebiet traf.

## Sturmverlauf

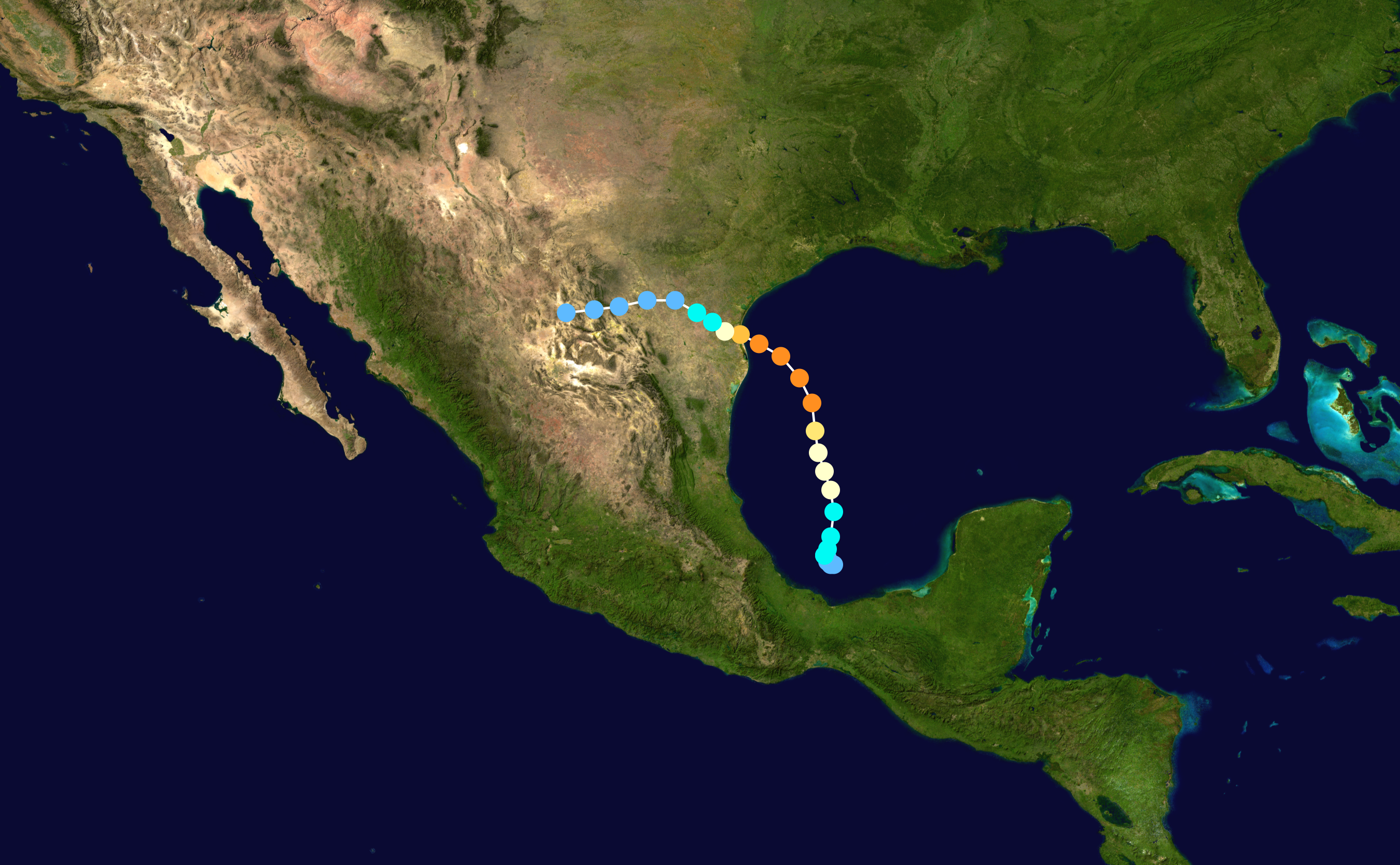
Weg, den Bret nahm

Eine tropische Welle löste sich am 5. August von der westafrikanischen Küste und wanderte über den von Windscherungen gesättigten Atlantik, was sie teilweise kaum feststellbar machte. Am 15. August reagierte die Welle im westlichen Karibischen Meer auf ein Tiefdruckgebiet in der Höhe, was zu einem Ansteigen der Konvektion führte. Das System driftete nordwestwärts in die Bahía de Campeche und entwickelte am Morgen des 18. Augustes ein Oberflächentiefdruckgebiet, das etwas später vom National Hurricane Center als Tropisches Tiefdruckgebiet Drei klassifiziert wurde. Anfänglich hatte das tropische Tief eine wenig geordnete Konvektion, was durch vertikale Windscherungen infolge eines Trogs in der Höhe verursacht wurde, die sich im äußersten Westen des Golfes von Mexiko befand. Die Troglinie war jedoch auf dem Rückzug und die verbesserten Bedingungen erlaubten am 19. August die Intensivierung des Tiefdruckgebietes zum Tropischen Sturm Bret.
Ein Auge bildete sich am 20. August, was für einen tropischen Sturm mit Windgeschwindigkeiten von 70 km/h ein sehr seltenes Merkmal ist. Dadurch wurde die Bildung von Brets innerem Kern ermöglicht, was wiederum Bret auf dem Weg durch den Golf von Mexiko intensivieren ließ. Dabei der mexikanischen Küste folgend, setzte Bret seine Intensivierung fort und wurde wegen seiner kompakten Größe am 21. August zu einem Hurrikan. In der Nacht vom 21. August zum darauffolgenden Morgen verstärkte sich der Hurrikan rapide und erreichte mit 235 km/h und einem minimalen Luftdruck in seinem Zentrum von 944 hPa am 22. August seinen Höhepunkt.
Eine Front in der mittleren Troposphäre über dem Nordwesten des Golfes von Mexiko zwang der Sturm nach Nordwesten, wo der Einfluss des Landes den Hurrikan abschwächte. Bret erreichte das Festland als Hurrikan mit Windgeschwindigkeiten von immerhin noch 185 km/h und traf auf ein dünn besiedeltes Gebiet im Südosten von Texas zwischen Brownsville und Corpus Christi. Über Land schwächte der Sturm rasch ab und war binnen 24 Stunden nach dem Erreichen des Festlands nur noch ein tropisches Tief, das dann den Rio Grande ins nordöstliche Mexiko überquerte, wo es sich schließlich am 25. August auflöste.

## Vorbereitungen
Vor der Ankunft des Hurrikans erhielten alle 67.000 Bewohner des San Patricio Countys eine obligatorische Aufforderung zur Evakuierung; die Einwohner von Corpus Christi wurden ermahnt, das Gebiet ebenfalls zu verlassen. 21 Stunden vor dem Erreichen des Festlandes wurden Hurrikan-Warnungen ausgegeben.

## Auswirkungen

### Texanische Küste

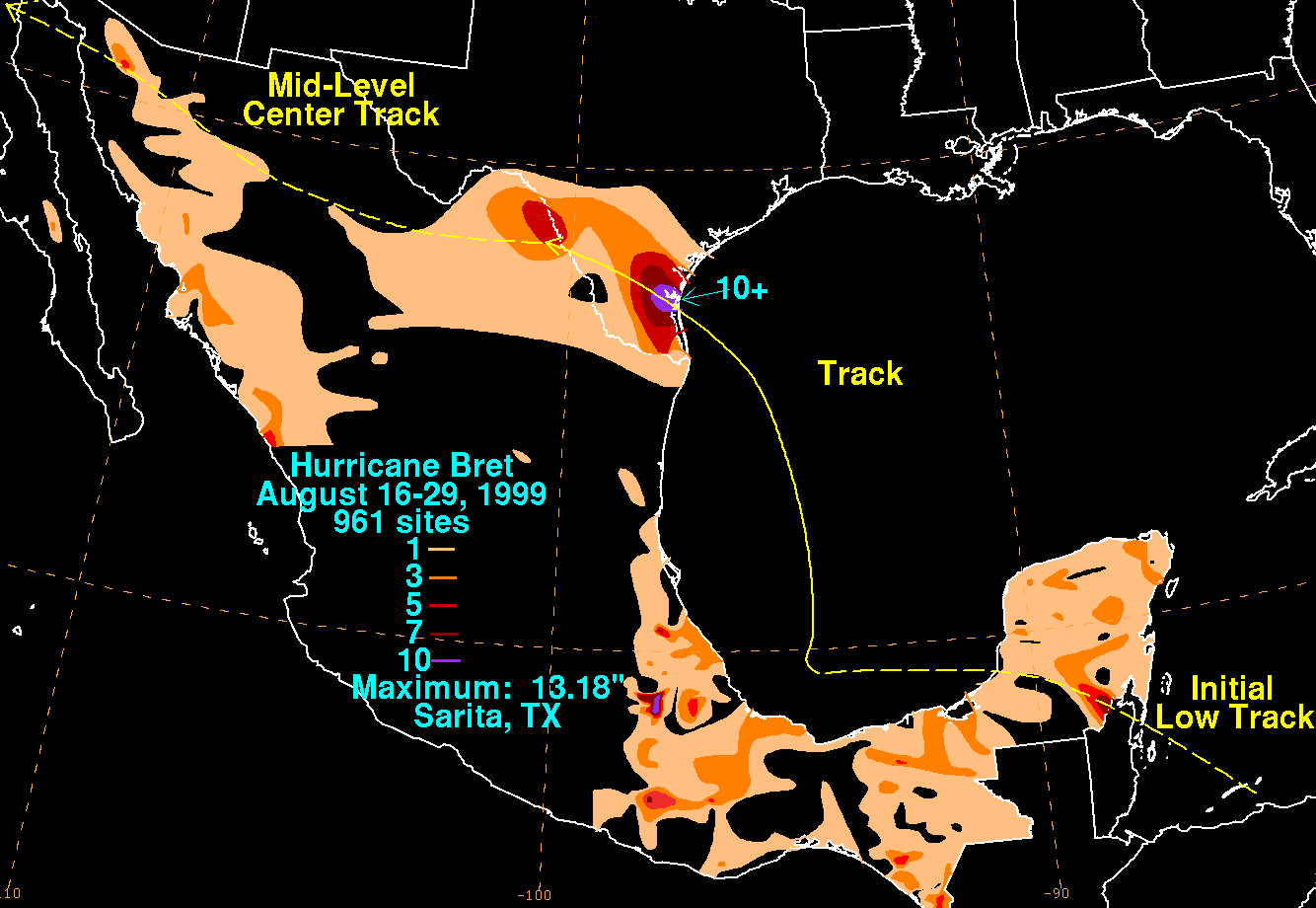
Regenmengen insgesamt

Bereits bevor Bret das Festland erreichte, löste er eine Sturmflut aus, die ein bis eineinhalb Meter über dem Normalwert lag und mit den damit verbundenen verlängerten Wellen wesentliche Küstenerosion verursachte. Als Bret langsam landeinwärts wanderte, entwickelte er ausgiebigen Starkregen, der sich in der Mitte des Kenedy County auf 335 mm belief und einige andere Wetterstationen meldeten Regenmengen von über 250 mm. Ein beschädigter Strommast im Kenedy County verursachte Stromausfälle für Tausende von Einwohnern. In Corpus Christi bedeckten Wind und Regen die Stadt mit Trümmern und Reisig, deren Beseitigung die Stadt 200.000 US-Dollar kostete. Im Aransas County wurde durch einen von Bret herbeigeführten Tornado ein Stall und ein Wohnwagen zerstört, sowie Bäume entwurzelt und zwei weitere Tornados brachen im Südosten des Bundesstaates aus. Der Schaden summierte sich auf 60 Millionen US-Dollar, wobei der größte Teil davon auf die Ernte bezog.
In den Tagen nach dem Sturm legten Moskitos und andere Insekten Eier in den Gebieten mit zurückgebliebenem Wasser, wodurch Insektenschwärme entstanden und die Behörden versprühten deswegen Insektizide, um den Ausbruch von Seuchen zu verhindern.

### Tal des Rio Grande
Weiter im Lande lud Bret starke Niederschläge ab, die sich in manchen Gebieten auf über 300 mm beliefen, wodurch im Tal des Rio Grande eine Flut ausgelöst wurde. Aus dem mexikanische Staat Nuevo León wurden über 350 mm Niederschlag gemeldet und mehr als 150 mm fielen im Süden von Texas. Glitschige Straßen aufgrund der Starkregenfälle verursachten den Zusammenstoß eines Lastwagens mit einem Traktor, wodurch vier Personen getötet wurden.

### Geringe Schäden
Obwohl Bret beim Erreichen des Festlandes ein kraftvoller Hurrikan war, verursachte er lediglich Schäden von 60 Millionen US-Dollar. Diese Zahl ist aus zwei Gründen niedrig: zum einen war Bret ein kleiner Wirbelsturm, dessen Gebiet von Winden in Hurrikanstärke einen Durchmesser von nur 60 – 100 km erreichte, zum anderen traf der Hurrikan den Kenedy County, ein sehr dünn besiedeltes Gebiet, das die geringste Bevölkerungsdichte entlang der gesamten Küste Nordamerikas am Atlantik oder am Golf von Mexiko aufweist. Die nächsten stärker besiedelten Gebiete lagen ungefähr 110 km weiter. Seit Hurrikan Easy im Jahre 1950 hat kein anderer schwerer Hurrikan in den Vereinigten Staaten einen so geringen Schaden angerichtet. Mit Rücksicht auf das Fehlen eines enormen Schadens wurde der Name nicht von der Liste der Namen tropischer Wirbelstürme gestrichen und wurde in der atlantischen Hurrikansaison 2005 erneut vergeben.
Bret war der erste schwere Hurrikan seit Hurrikan Fran im Jahre 1996, der das US-amerikanische Festland erreichte und gleichzeitig der letzte vor Hurrikan Charley des Jahres 2004. Mit Bret endete zudem eine lange Phase, in der es in Texas keinen Hurrikan gegeben hatte. Der letzte Hurrikan in Texas war Hurrikan Jerry während der Hurrikansaison 1989 und der letzte schwere Hurrikan, der Texas erreichte, war Hurrikan Alicia während der Hurrikansaison 1983.